# Сјерзак
Сјерзак (фр. Cierzac) насеље је и општина у западној Француској у региону Поату-Шарант, у департману Приморски Шарант која припада префектури Жонзак.
По подацима из 2011. године у општини је живело 260 становника, а густина насељености је износила 50,0 становника/km². Општина се простире на површини од 5,2 km². Налази се на средњој надморској висини од 27 метара (максималној 49 m, а минималној 18 m).

## Демографија
| 1962. | 1968. | 1975. | 1982. | 1990. | 1999. | 2011. |
| ----- | ----- | ----- | ----- | ----- | ----- | ----- |
| 196   | 221   | 209   | 177   | 183   | 199   | 260   |

График промене броја становника у току последњих година